# Pentádio (prefeito augustal)
Pentádio (em latim: Pentadius) foi um oficial bizantino do século V, ativo durante o reinado do imperador Arcádio (r. 395–408).  Em 403/404, foi prefeito augustal do Egito e durante seu mandato recebeu duas cartas de Sinésio. Foi provavelmente sucedido em ofício por Eutálio.